# Kimmel (Algeria)
Kimmel è un comune dell'Algeria, situato nella provincia di Batna.